# Саламатовское
Саламатовское — село в Варгашинском районе Курганской области. Входит в состав Южного сельсовета.

## История
До 1917 года центр Саламатовской волости Курганского уезда Тобольской губернии. По данным на 1926 год состояло из 219 хозяйств. В административном отношении центр Саламатовского сельсовета Варгашинского района Курганского округа Уральской области.

## Население
| 1912 | 1926 | 1989 | 2002 | 2010 |
| ---- | ---- | ---- | ---- | ---- |
| 891  | ↗895 | ↘82  | ↗117 | ↘93  |

По данным переписи 1926 года в селе проживало 895 человек (435 мужчин и 460 женщин), в том числе: русские составляли 100 % населения.